# Joe Lane (Politiker)
Joseph James „Joe“ Lane III (* 16. September 1935 in Roswell, New Mexico; † 6. März 2014 in Tucson, Arizona) war ein US-amerikanischer Politiker (Republikanische Partei). Von 1987 bis 1988 war er Präsident (Speaker) des Repräsentantenhauses von Arizona.

## Werdegang
Joe Lane wurde auf der Ranch seiner Familie in New Mexico geboren, wo er auch seine ersten Lebensjahre verbrachte, ehe der Umzug nach Arizona erfolgte. Dort besuchte er in Willcox die Grundschule. Anschließend kehrte er in seine Heimatstadt Roswell zurück und absolvierte dort die New Mexico Military Academy. Seinen Bachelor-Abschluss in Agrarwissenschaften erwarb er dann an der University of Arizona in Tucson. Nach seinem Abschluss im Jahr 1957 diente er in der US Army, in der es während seiner Stationierung in Killeen (Texas) bis zum First Lieutenant brachte. Anschließend stieg er ins landwirtschaftliche Gewerbe seiner Familie ein. Er besaß Ranches in New Mexico, Arizona und Colorado; die meiste Zeit verbrachte er auf der O Bar O Ranch in Bonita (Arizona), die er 1983 verkaufte, um sich vollständig seiner politischen Karriere widmen zu können.
Im Jahr 1978 zog Lane erstmals als Abgeordneter in das Repräsentantenhaus von Arizona ein, in dem er nach mehrfacher Wiederwahl bis 1988 verblieb. In seiner letzten Legislaturperiode von 1987 bis 1988 fungierte er als Speaker der Parlamentskammer; er folgte auf James J. Sossaman. Während dieser Zeit hatte er durch die Berufung eines Sonderermittlers entscheidenden Anteil an der Amtsenthebung von Gouverneur Evan Mecham. Die Anhänger Mechams, der ebenfalls Republikaner waren, attackierten Lane bei seinem erneuten Wiederwahlversuch, was zu dessen Niederlage in der Primary seiner Partei führte.
Anschließend gehörte er zum Beraterstab der Gouverneure Fife Symington und Jane Dee Hull; letztere war ihm als Speaker im Repräsentantenhaus gefolgt. Zeitweise war er Direktor der staatlichen Agrarbehörde (Arizona Department of Agriculture) und Vorsitzender des staatlichen Verkehrsausschusses (State Transportation Board).